# SB Tw 1–15
A SB Tw 1–15 nyolc villamos motorkocsiból és hét mellékkocsiból álló sorozat volt a Déli Vasút-nál.

## Története
A járműveket 1883-ban vásárolták és a Lokalbahn Mödling–Hinterbrühl-on üzemeltek. Ezek voltak az első villamos motorkocsi Európában, melyek alkalmasak voltak a folyamatos működésre.
A jármű áramellátása  az ovális, felsliccelt fémcsőből készült felsővezetékben csúszó fémcsúszókkal történt. Ezeket a csöveket kötelekkel rögzítették a tartókhoz. Ez a nyolc motor- és a hét mellékkocsi volt az első, melyen Hardy fék-et és elektromos fűtést alkalmaztak. Szintén először próbálkoztak az elektromos világítással, hogy a gázvilágítás problémáit kiküszöböljék.
A rugózáshoz nem laprugókat, hanem gumiütközőket használtak. A motor a tengelyek között volt. Fogaskerekeken és előtéttengelyen át mindkét tengelyt hajtotta. A mindössze 12,5 lóerős motort hamarosan kétszer olyan erősre cserélték. Amikor 1903-ban az új SB Tw 20–29 sorozatú motorkocsit beszerezték, a nyolc régi motorkocsit mellékkocsikká építették át.
Az utolsó, No. 14 számú mellékkocsi véletlenül került elől 1982-ben, miután egy építkezéshez homokbányát nyitottak. Ez most a Mödlinger város Közlekedési Múzeumában található helyreállítva.

## Gyártók
- Motorkocsik:[1]
  - Nr. 1-5 Herbrand
  - Nr. 11, 12 und 15 Südbahnwerkstätte
- Mellékkocsik:
  - Nr. 6-9 Mildé
  - Nr.10, 13 und 14 Südbahnwerkstätte

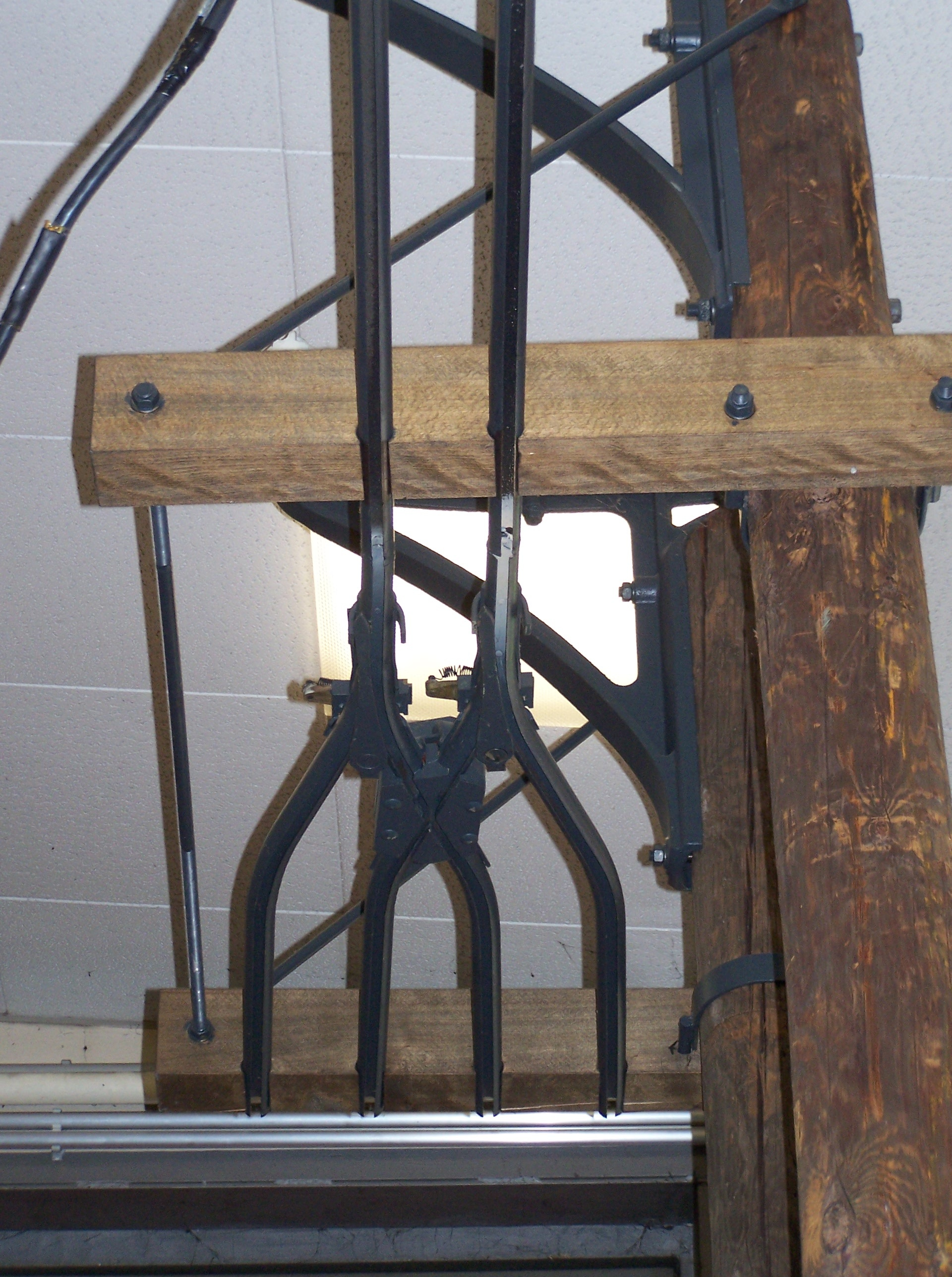
Egy felsővezeték váltó másolata a Frankfurti Közlekedési Múzeumban

## Fordítás
Ez a szócikk részben vagy egészben  a   SB Tw 1–15 című német Wikipédia-szócikk fordításán alapul.  Az eredeti cikk szerkesztőit annak laptörténete sorolja fel. Ez a jelzés csupán a megfogalmazás eredetét és a szerzői jogokat jelzi, nem szolgál a cikkben szereplő információk forrásmegjelöléseként.-Az eredeti szócikk forrásai szintén ott találhatóak